# Testudo horsfieldii
La testuggine di Horsfield (Testudo horsfieldii o Agrionemys horsfieldii - Gray, 1844 ) è un rettile appartenente all'ordine delle testuggini.
È anche comunemente denominata testuggine russa o testuggine delle steppe.

## Tassonomia

### Sottospecie
- Testudo horsfieldii baluchiorum[2] (Annandale, 1906), Belucistan.

Carapace leggermente arcuato, colorazione di base giallo chiara con grandi macchie nere. Le zampe, la coda e il capo bruno giallastro con alcune squame nere. Dimensioni: 20 cm (femmina), 18 cm (maschio) 
- Testudo horsfieldii horsfieldii (Gray, 1844), Armenia, Azerbaigian, Kirghizistan, Tagikistan, Iran, Afghanistan, Pakistan, Cina.

Forma occidentale - Carapace piatto, liscio e perimetralmente più tondeggiante rispetto alle altre sottospecie.
A metà è quasi del tutto pianeggiante e caratterizzata da colori di base giallobruni, olivastri o talvolta giallo-oliva con indistinti disegni neri (non sempre presenti) sui singoli scuti. Dimensioni: 23 cm (femmina), 20 cm (maschio)
Forma orientale - Carapace di colorazione arancio-marrone intenso con delle macchie scure sbiadite o non delineate.
La testa e le zampe di colorazione marroncina. Dimensioni: 20 cm (femmina), 18 cm (maschio)
- Testudo horsfieldii kazakhstanica[5] (Chkhikvadze, 1988), Kazakistan, Turkmenistan, Uzbekistan.

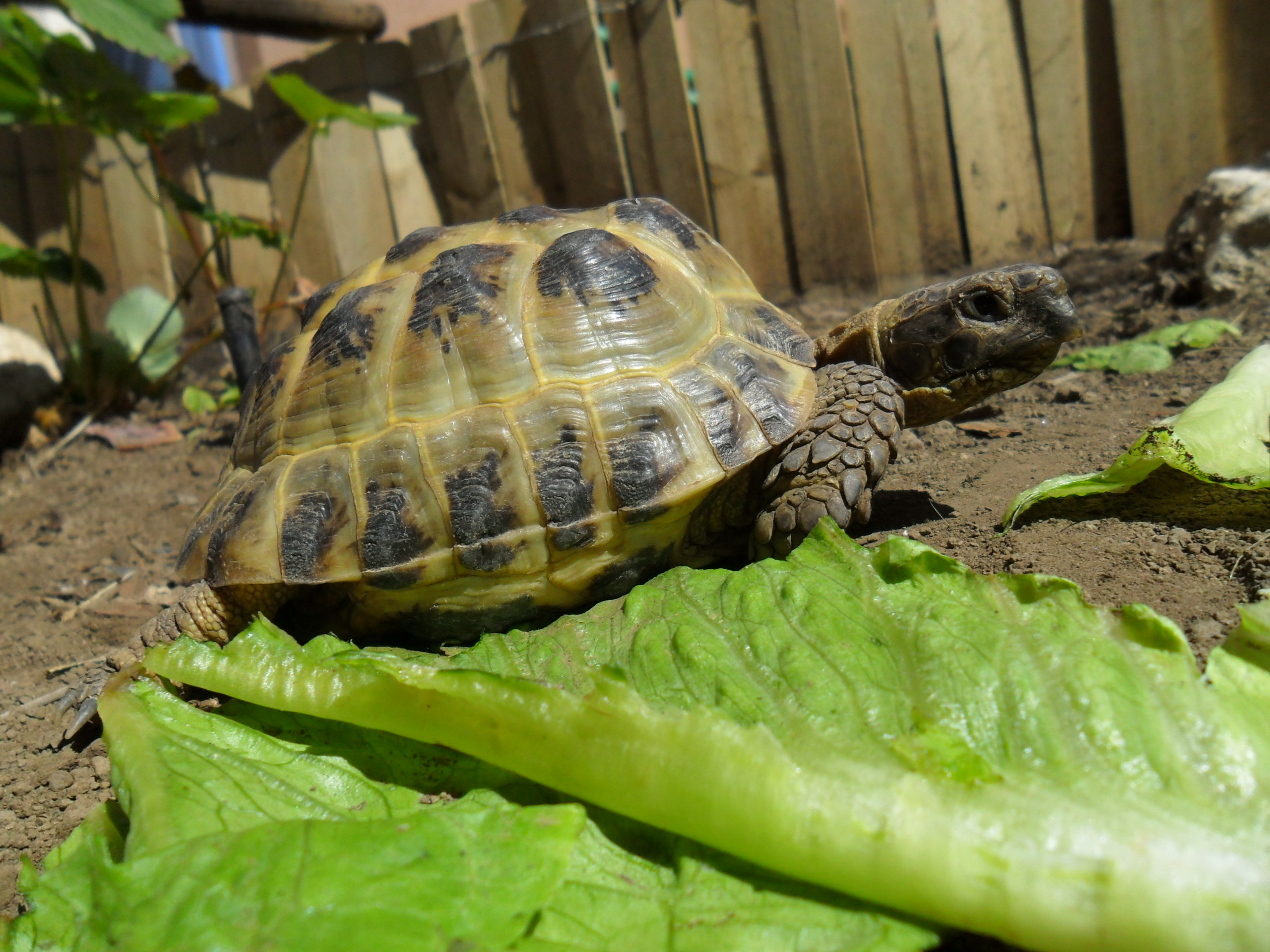
T. horsfieldii

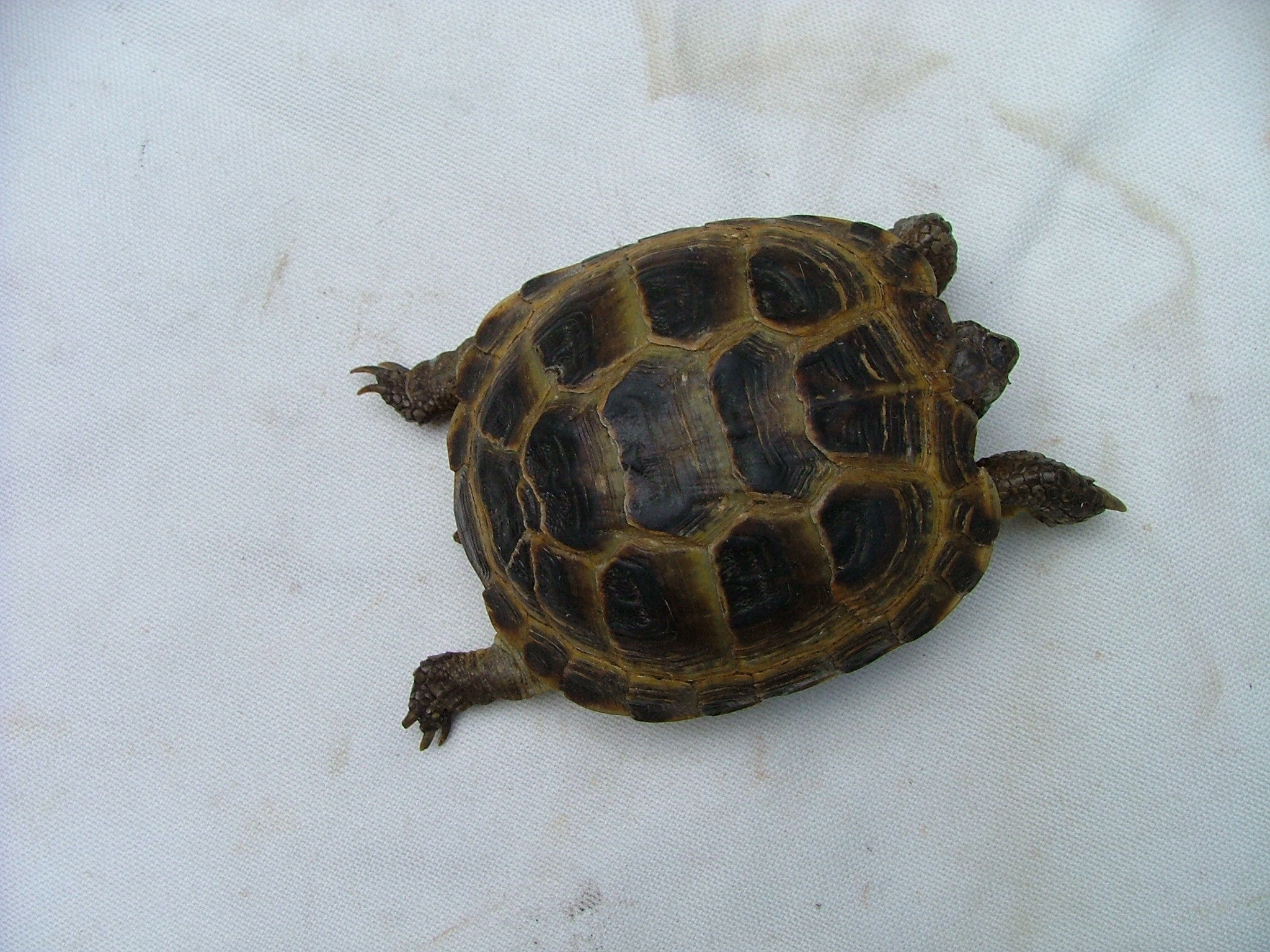
T.horsfieldii ssp. rustamovi

Il carapace è leggermente bombato come quello della T.h.hermanni, la colorazione varia dall'olivastro-ocra chiaro all'olivastro-marrone con singole macchie nere sull'apice degli scuti. La testa e le zampe sono macchiettate di nero. Dimensioni: 21 cm (femmina), 18 cm (maschio) 
- Testudo horsfieldii rustamovi (Chkhikvadze, Amiranashvili & Ataev, 1990), Turkmenistan, Iran.

Il carapace, dagli scuti molto scuri e bordati di giallo si presenta un po' più piatto ed oblungo rispetto alle altre sottospecie. Il capo e le zampe hanno una colorazione nerastra o marroncina. Dimensioni: (femmina), 17 cm; (maschio) 15 cm.

### Morfologia

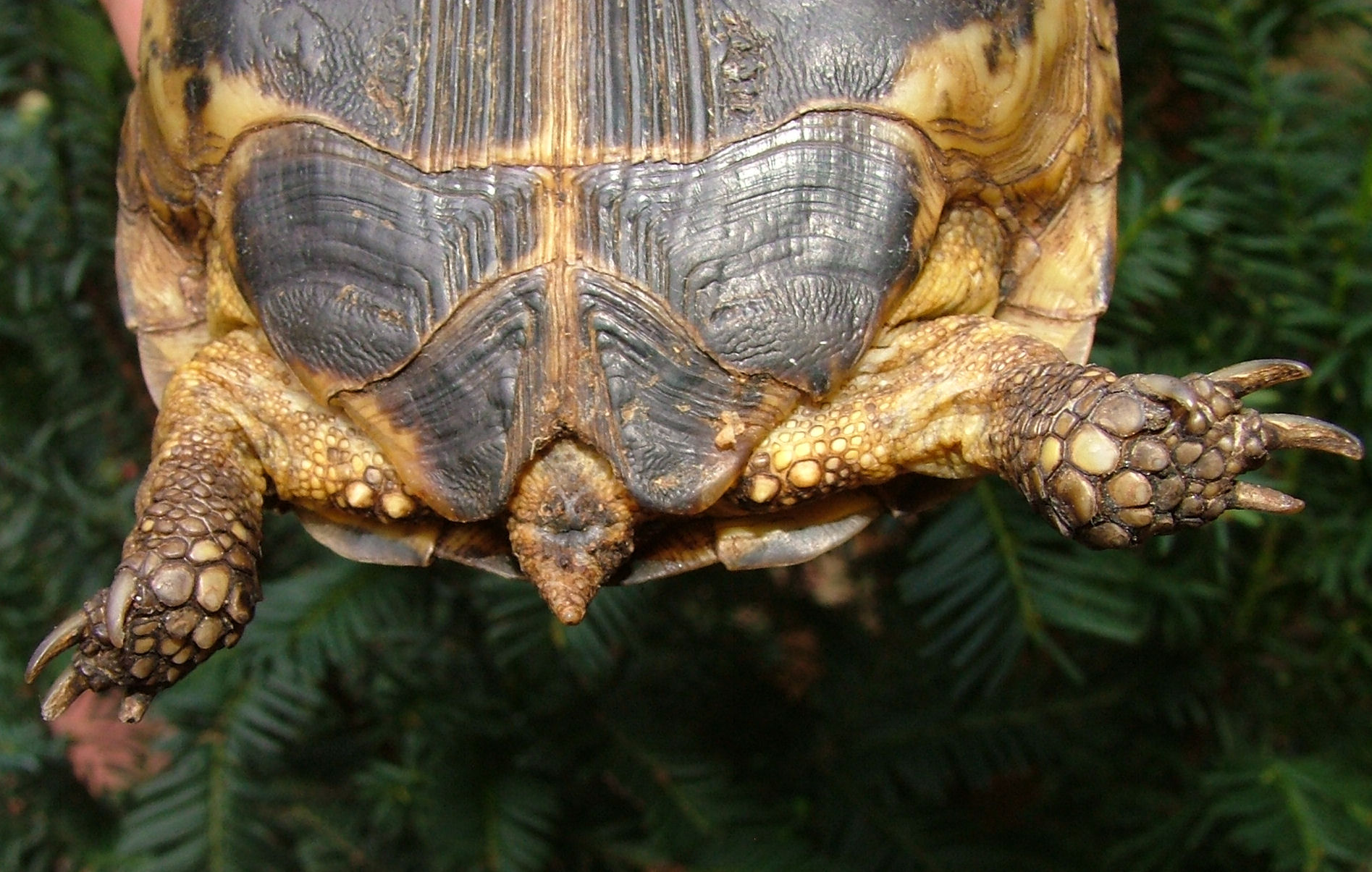
Speroni

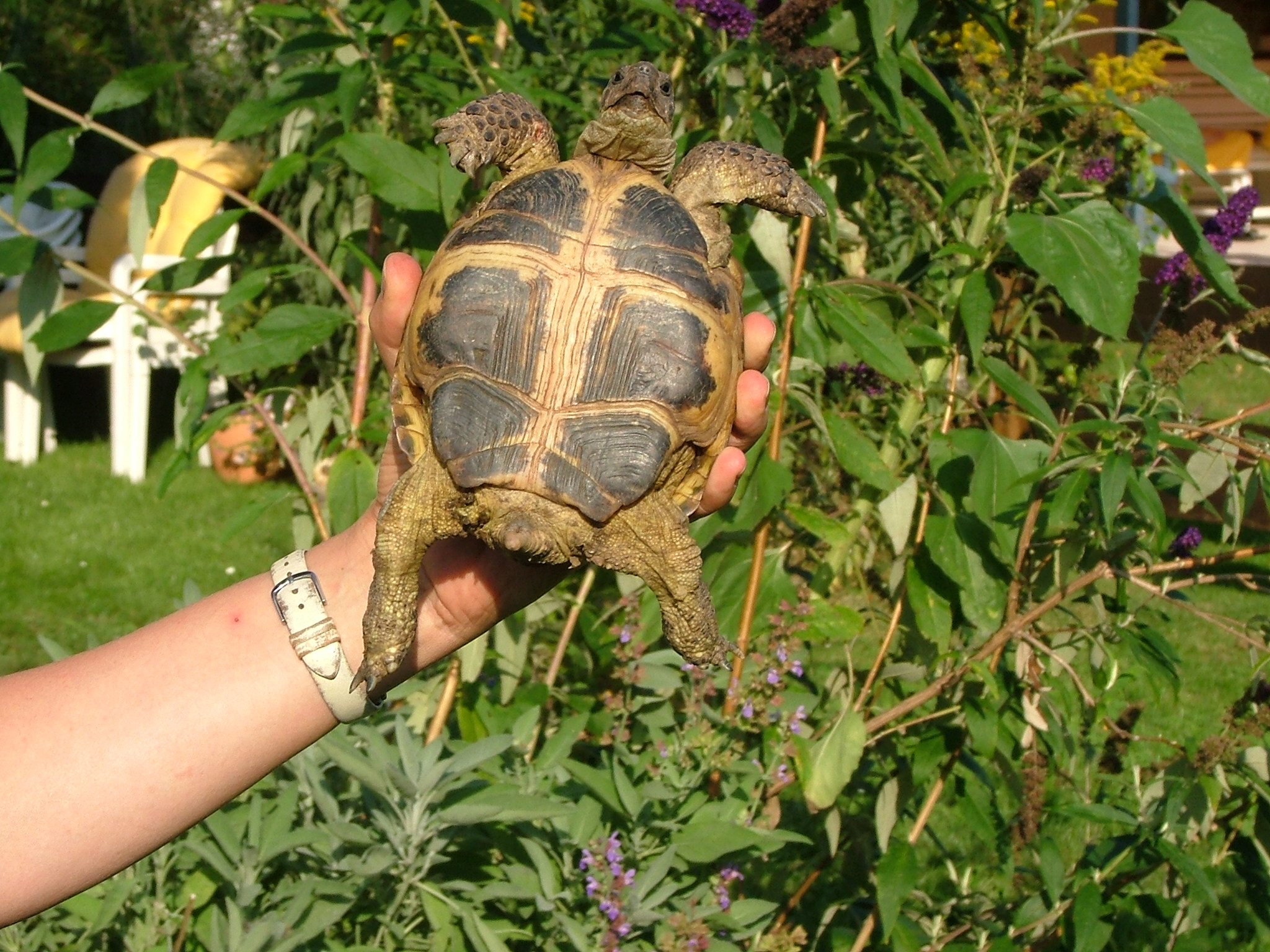
Piastrone

La tartaruga di Horsfield è caratterizzata da un carapace arrotondato e schiacciato con la colorazione che varia dal giallo, all'ocra e all'olivastro a seconda della sottospecie, gli scuti sono macchiati al centro di nero.
Gli scuti del piastrone sono neri bordati di chiaro. 
In questa specie l'apice della coda termina con un astuccio corneo (di dimensioni ridotte rispetto alla T.hermanni), lo scuto sopracaudale è unito e ogni zampa ha 4 robuste unghie.
Sono presenti, non grandi quanto quelli della T.graeca e spesso appena accennati, una o più coppie di piccoli tubercoli cornei all'interno delle cosce, nei maschi questi piccoli speroni sono di dimensione maggiore.

### Revisione classificazione
In base ai recenti dati molecolari/morfologici è stata proposta una nuova classificazione e frammentazione del genere Testudo ridenominando la Testudo horsfieldii in Agrionemys horsfieldii.

## Dimorfismo sessuale
Il riconoscimento del sesso avviene attraverso l'individuazione dei caratteri sessuali secondari. I maschi possiedono una coda lunga, robusta e grossa alla base. La femmina ha coda piccola e corta. La distanza dell'apertura cloacale dalla base della coda è maggiore nel maschio. I maschi adulti presentano una concavità nel piastrone per facilitare la monta sul carapace della femmina, il piastrone delle femmine e degli esemplari giovani e subadulti è piatto; l'angolo formato dagli scuti anali del piastrone è molto maggiore nel maschio; l'altezza degli stessi scuti è però maggiore nella femmina.
Lo scuto sopracaudale del maschio è curvo verso il basso, nella femmina è allineato con il resto del carapace.

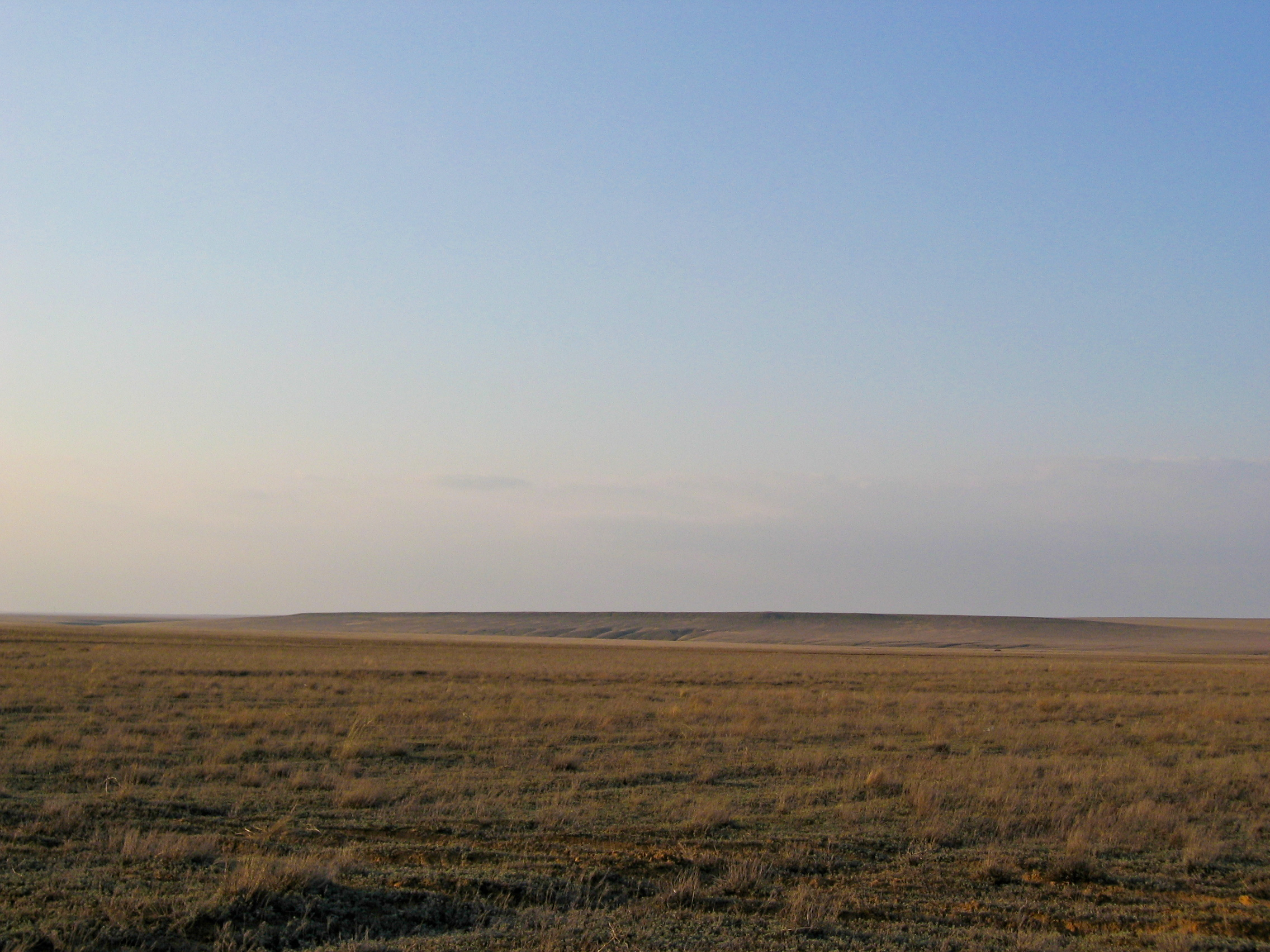
Steppa del Kazakistan in primavera

## Sensi
Le testuggini hanno una vista eccellente: sanno distinguere forme, colori e riconoscono anche persone. Hanno un senso dell'orientamento molto preciso: se vengono spostate qualche centinaio di metri dal territorio al quale sono molto legate ci ritorneranno in breve tempo. Sono molto sensibili alle vibrazioni del suolo anche se non hanno un udito sviluppato. L'odorato invece è ben sviluppato ed ha un ruolo importante nel riconoscimento del cibo e dei sessi

## Habitat
Nelle zone aride è presente presso i corsi d'acqua.
Gli habitat delle sottospecie T.h.baluchiorum, T.h.kazakhstanica, T.h.horsfieldii sono la steppa sabbiosa o argillosa, i margini dei deserti e i pascoli.
La T.h.rustamovi vive in zone montagnose (fino ai 2500 m), brulle o con dune di sabbia dal clima più fresco.

## Eco-etologia

### Attività
Le tartarughe di Horsfield sono animali ectotermi, nelle prime ore della giornata dei mesi temperati escono dalle tane e si crogiolano al sole per innalzare la temperatura corporea ed attivare le funzioni metaboliche. L'esposizione al sole permette di assumere i raggi UVB atti alla sintesi della vitamina D. Raggiunta la temperatura corporea necessaria per l'attivazione degli enzimi atti alla digestione le tartarughe si dedicano alla ricerca del cibo. Con temperature atmosferiche superiori ai 29 °C diventano apatiche e trovano refrigerio riparandosi nelle tane. Con la discesa delle temperature si ha la ripresa dell'attività.

### Estivazione e letargo
Nel loro habitat naturale, caratterizzato da lunghi inverni rigidi e da estati torride prive di precipitazioni, sono attive pochi mesi l'anno.
Le sottospecie T.h.baluchiorum, T.h.kazakhstanica, T.h.kazakhstanica hanno il loro periodo di attività compreso tra aprile a luglio perché spesso all'estate torrida ed asciutta segue un inverno precoce e molto rigido passando così direttamente dall'estivazione al letargo.
Per sfuggire a queste avverse condizioni ambientali scavano buche profonde fino a 2 metri. 
La T.h.rustamovi è attiva da maggio a settembre non andando in estivazione.
Anche questa sottospecie per rifugiarsi durante il letargo scava tane profonde fino a 3 metri.
Le tane vengono ricavate in terreni sabbiosi o argillosi nei periodi di pioggia quando il terreno si ammorbidisce e presentano alla fine una camera per consentire agli esemplari di girarsi. Spesso le tane ospitano più tartarughe. Nelle zone dalle condizioni ambientali favorevoli si hanno tane vicine una con l'altra.
In alcune pubblicazioni scientifiche è stato asserito che, per sopravvivere alle avverse condizioni ambientali del loro areale, questa specie possa resistere in letargo a temperature di - 4.8 °C, disponendo di fluidi corporei con funzioni di antigelo.
Per altri autori le temperature minime di sopravvivenza sono di soli 2 °C.
La temperatura ottimale per il letargo è di 4°/5 °C.
Il risveglio dal letargo avviene con temperature corporee di 8°/10 °C.

### Letargo in cattività

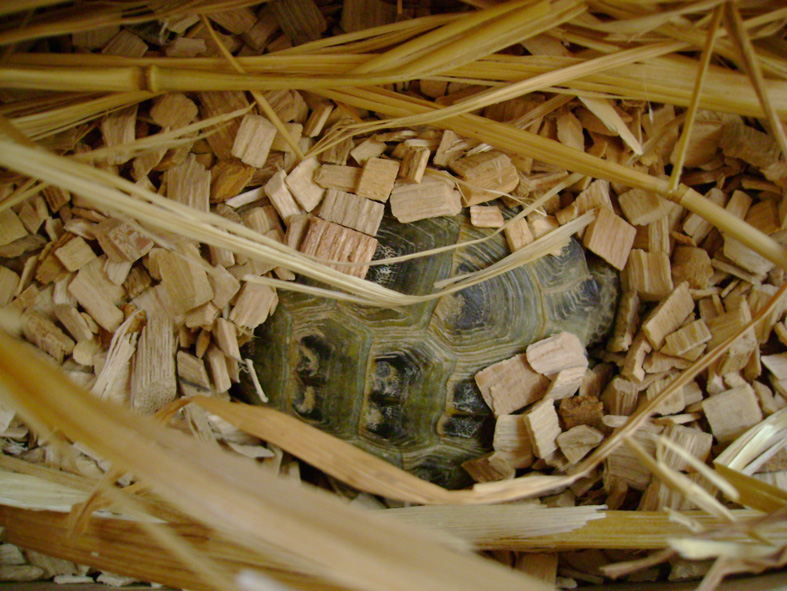
Letargo controllato in trinciato di faggio

Gli esemplari allevati nel clima italiano, in autunno, al calare delle temperature, smettono di alimentarsi anche per più di 20 giorni per poter svuotare completamente l'intestino da residui di cibo.
Diventano sempre più apatici e, verso novembre o dicembre a seconda della latitudine, iniziano ad interrarsi e cadono in letargo.
La temperatura ideale di letargo, calcolata nel luogo di interramento è di 5 °C, temperature inferiori ai 2 °C arrecano danni cerebrali o morte, superiori ai 10 °C le inducono in uno stato di dormiveglia pericoloso per l'esaurimento delle scorte di grasso necessarie a superare l'inverno.
Il letargo è una fase metabolica assolutamente necessaria per questa specie, va impedito solo in caso di malattia o debilitazione.
La principale causa di morte, nel caso di esemplari tenuti a svernare all'interno di abitazioni da allevatori improvvisati è proprio la temperatura, che si presenta troppo alta per consentire il letargo e troppo bassa per consentire di continuare ad alimentarsi.
In queste situazioni se si vorrà tenerlo attivo, l'esemplare andrà collocato in un terrario riscaldato con un punto caldo sui 28 °C ed un punto fresco e ombreggiato sui 18 °C, con un substrato relativamente asciutto (Torba di sfagno mista a sabbia di fiume e terra) essendo una specie che teme molto l'umidità. Per raggiungere tali temperature occorrono una lampada UVB specifica per rettili necessaria per la sintesi della vitamina D occorrente per fissare il calcio atto a un sano sviluppo del carapace e delle ossa e una lampada spot che andrà a riscaldare la superficie, permettendo così all'animale di attivare le proprie funzioni digestive.
Se si opta per il letargo, la testuggine andrà posta in un contenitore protetto dai roditori con una rete metallica.
Il contenitore andrà collocato in un locale buio con temperature tra i 4 °C e gli 8 °C e una bassa umidità ambientale.
Il risveglio avviene generalmente nel mese di marzo ed è legato al rialzarsi delle temperature diurne. Al risveglio la tartaruga va idratata facendo dei brevi bagnetti in acqua tiepida.

### Accoppiamento
Con il risveglio inizia il rituale di corteggiamento da parte del maschio che dopo aver compiuto una serie di giri intorno femmina agita il capo su e giù davanti al muso della partner per poi a morderla sulla zampe posteriori per indurla all'immobilità.
Il maschio monta sul dorso della femmina per la copula che avviene con l'estroflessione del pene contenuto nella grossa coda e in questa occasione emette l'unico verso udibile di questi rettili per il resto muti. La femmina può arrivare fino a 4 anni di anfigonia ritardata, conservando lo sperma in un apposito organo, la spermateca, all'interno dell'ovidutto. I maschi durante il periodo dell'accoppiamento, le femmine gravide e i piccoli tenuti in spazi ristretti, sono molto aggressivi anche con tartarughe di specie differenti e spesso nei combattimenti riportano gravi ferite.

### Riproduzione

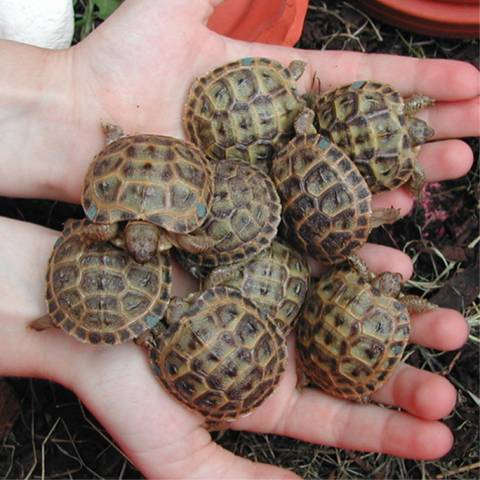
Schiusa

Animali longevi, si hanno notizie di esemplari di oltre 60 anni di età, raggiungono la maturità sessuale intorno ai 10 anni e la taglia massima intorno ai 20-30 anni.
Le Testudo sono ovipare, le deposizioni avvengono in buche scavate dalla femmina nel terreno con le zampe posteriori. 
Le femmine di T.horsfieldii depongono anche in tre volte, da maggio a giugno, un numero variabile di uova generalmente in proporzione alla taglia dell'esemplare.
Il tempo di incubazione, 2 o 3 mesi circa, e il sesso sono in relazione con la temperatura.
Con temperatura di incubazione inferiore ai 31,5° si avrà una preponderanza di esemplari maschi, con temperatura superiore ai 31,5 °C in maggioranza femmine. Giunto il momento della schiusa, spesso agevolata da una giornata di pioggia, il tartarughino per rompere il guscio si avvale del cosiddetto "dente dell'uovo", un tubercolo corneo posto tra le narici e la mascella superiore destinato a sparire in pochi giorni. La fuoriuscita dall'uovo dura anche 48 ore e in questo arco di tempo viene assorbito totalmente il sacco vitellino.
In caso di condizioni sfavorevoli (inverno precoce), i piccoli di T.horsfieldii rimangono sottoterra nell'uovo andando in letargo per uscirne nella primavera successiva.
Filogeneticamente prossima alla T.hermanni, dall'accoppiamento tra esemplari delle due specie c'è la fecondazione delle uova con nascita di ibridi.

### Alimentazione
Sono rettili prettamente erbivori, infatti la loro alimentazione si basa per il 90% su verdure e erbe selvatica, mentre il restante 10% è costituito da ortaggi e frutta. Gli esemplari selvatici vivono in un habitat caratterizzato da lunghi periodi di aridità che li costringe a nutrirsi di erbe secche, in queste condizioni integrano la loro dieta mangiando artropodi o chiocciole, queste ultime utili per l'apporto di calcio del guscio. Saltuariamente non disdegnano escrementi o piccole carogne. Si nutrono di: fiori, piante erbacee o succulente, bacche, frutta, foraggio fresco o essiccato, ramoscelli di cespugli, parti carnose alla base delle piante.
Inoltre hanno la particolarità di potersi nutrire con delle specie vegetali altamente tossiche per i mammiferi erbivori quali le Ranunculaceae e il papavero da oppio. Questa alimentazione particolare permette alla tartaruga delle steppe di limitare i numerosi parassiti che infestano l'apparato digestivo. Gli esemplari allevati in cattività sono generalmente sovralimentati e non vanno assolutamente nutriti con: carne, latte, formaggi, alimenti per cani e gatti, uova, pane, in quanto non in grado il loro stomaco non è fatto per questi alimenti, che, se somministrati, possono causare gravi danni interni.
Il tarassaco, la cicoria e il radicchio rosso sono alcune delle verdure adatte alla loro alimentazione per l'alto rapporto di calcio rispetto al fosforo e per le fibre in esse contenute. Altre erbe selvatiche e verdure adatte sono l'amaranto, la malva, la piantaggine, le pale d'Opuntia, l'Hibiscus, l'indivia riccia e il trifoglio. Alti apporti proteici e di fosforo con bassi valori di calcio portano a deformazioni permanenti del carapace e danni agli organi interni.
Evidente segno di una cattiva alimentazione è un carapace con gli scuti appuntiti e scanalati nelle suture, la cosiddetta piramidalizzazione; al contrario, un carapace in forma di una levigata semicalotta ovale è segno di una corretta alimentazione.

## Curiosità
Tra il 1968 e il 1976 una decina di esemplari di T.h.kazakhstanica furono impiegate nei test missilistici dell'URSS e lanciate nello spazio con dei razzi a bordo di satelliti artificiali.

## Conservazione
La specie è seriamente minacciata da catture indiscriminate per soddisfare la richiesta di importazione nei paesi della Comunità Europea e negli Stati Uniti. La cattura per scopi alimentari da parte della popolazione locale è del tutto marginale essendo la specie diffusa in paesi di fede islamica. Il Corano annovera i rettili tra gli animali impuri di cui è bandito l'uso alimentare.

## Legislazione
Inserita nella Red List la T. horsfieldii come tutti i rettili del genere Testudo è inclusa nella Convenzione di Washington, C.I.T.E.S. appendice I e ne è assolutamente vietato il prelievo in natura. In Italia i compiti di sorveglianza e di gestione delle norme applicative delle convenzioni internazionali per la tutela delle specie animali sono di competenza del Corpo Forestale dello Stato.